# Jean de Breteuil
Jean Le Tonnelier de Breteuil (Parigi, 15 novembre 1949 – Tangeri, 25 giugno 1972) è stato un nobile e criminale francese.

## Biografia
Nacque da Charles Suydam Gaston Le Tonnelier, Conte de Breteuil, agente diplomatico, editore e giornalista amico di Charles de Gaulle ed attivo nelle colonie francesi, e dalla sua terza moglie Madeleine Redier; il padre lo chiamò come un suo fratello minore, arruolatosi con gli americani e morto in un campo di prigionia tedesco a Parigi nell'aprile 1945. Da parte di padre aveva il fratellastro maggiore Michel. Era discendente dei marchesi Le Tonnelier de Breteuil, il cui membro più famoso era il politico e diplomatico Louis Auguste, il quale fu per breve tempo primo ministro sotto re Luigi XVI. Alla morte del padre, avvenuta a Rabat, capitale del Marocco, nel settembre 1960, ottenne il titolo e le proprietà della famiglia concentrate nell'ex Nordafrica francese, in particolare in Marocco, tra cui molti quotidiani francofoni.
A causa della sua dipendenza dall'eroina dilapidò molte proprietà e cominciò a spacciare tra le grandi band inglesi e americane degli anni '60 che facevano tappa a Parigi, facendosi arrivare l'eroina tramite l'ambasciata marocchina a Parigi e il consolato francese a Los Angeles. A Los Angeles frequentava l'UCLA, dove conobbe Pamela Courson e Jim Morrison, ma era più che altro una copertura per occuparsi sempre di traffico di droga. Tra i suoi clienti c'era anche Keith Richards dei The Rolling Stones.
Secondo una tesi non ufficiale, nel luglio 1971 fu tra i primi a vedere il cadavere di Jim Morrison, e sarebbe stato lui, tramite la compagna dell'artista Pamela Courson, a fornirgli la dose di eroina che lo avrebbe ucciso. De Breteuil si sarebbe sentito in colpa e braccato, al punto da fuggire a Tangeri, in Marocco, con la compagna Marianne Faithfull. Parimenti viene ritenuto responsabile della dose letale di eroina (assieme ai barbiturici) che uccise Talitha Getty a Roma.
 Anche de Breteuil morì per overdose a Tangeri, a soli 22 anni, qualche mese dopo la morte di Morrison. Il corpo venne riportato in Francia e tumulato nella cripta familiare nel cimitero di Choisel. Pure Pamela Courson morirà per la stessa causa nel 1974.

## Opinioni su di lui
Da Pamela Courson, de Breteuil veniva definito con orgoglio "un vero reale francese".
Marianne Faithfull disse di lui:
(Bio of Jean de Breteuil)
Marianne Faithfull l'accusa d'aver ucciso Jim Morrison fornendogli una dose troppo forte di droga, provocando così una overdose.
È accusato di aver dato la dose mortale di eroina anche a Janis Joplin, morta il 4 ottobre 1970 a Los Angeles.